# シャドウズ・フォール
シャドウズ・フォール(Shadows Fall)は、アメリカ合衆国マサチューセッツ州スプリングフィールド出身のヘヴィメタルバンドである。

## 特徴
バンドの構成はツインボーカル、ツインギター、ベース、ドラムの5人から成る。
メタルコアやMAメタルと言われる昨今のアメリカの新しいメタルムーブメントの走りであり、代表的なバンド。
ボーカルであるブライアンの150cm以上あると言われるドレッドをプロペラのように振り回すのがライブでの定番となっている。

## 略歴
1995年に現キルスウィッチ・エンゲイジのアダム・デュトキエヴィッチ(G)も在籍していたバンド、Aftershockのメンバーだったジョナサン・ドネイズ(G)が「ギターソロのあるメタルバンドを結成しよう」とマシュー・バックハンド(G, Vo)と共に立上げたプロジェクトが始まり。
当初は経歴からか、ニュースクール・ハードコアの1バンドとカテゴライズされていたが、
スラッシュメタルを思わせるギターリフやメロディックデスメタルを思わせる叙情的なギターソロをふんだんに使っており、
ヘヴィメタルの影響が色濃かった。ただ、ハードコア的なアプローチもあったため、
後にアメリカのメタル界での大きなムーブメントとなる、メタルコアという呼び方で呼ばれるようになった。
ウォー・ウィズイン - THE WAR WITHIN (2004) は全米初登場20位をマークし、発売1ヶ月で39万枚を売り上げることとなり一躍有名となる。
2014年8月25日、同月中から行うヨーロッパ・北米ツアーをもって活動休止に入ることがアナウンスされた。

## メンバー
- ブライアン・フェア (Brian Fair, 1976年12月6日 - ) - リードボーカル
- マシュー・バックハンド (Matthew Bachand, 1977年4月29日 - ) - ボーカル、リズムギター
- ジョナサン・ドネイズ (Jonathan Donais) - リードギター
  - 2013年にアンスラックスに加入。
- ポール・ロメンコ (Paul Romanko) - ベース
- ジェイソン・ビットナー (Jason Bittner, 1970年1月11日 - ) - ドラム

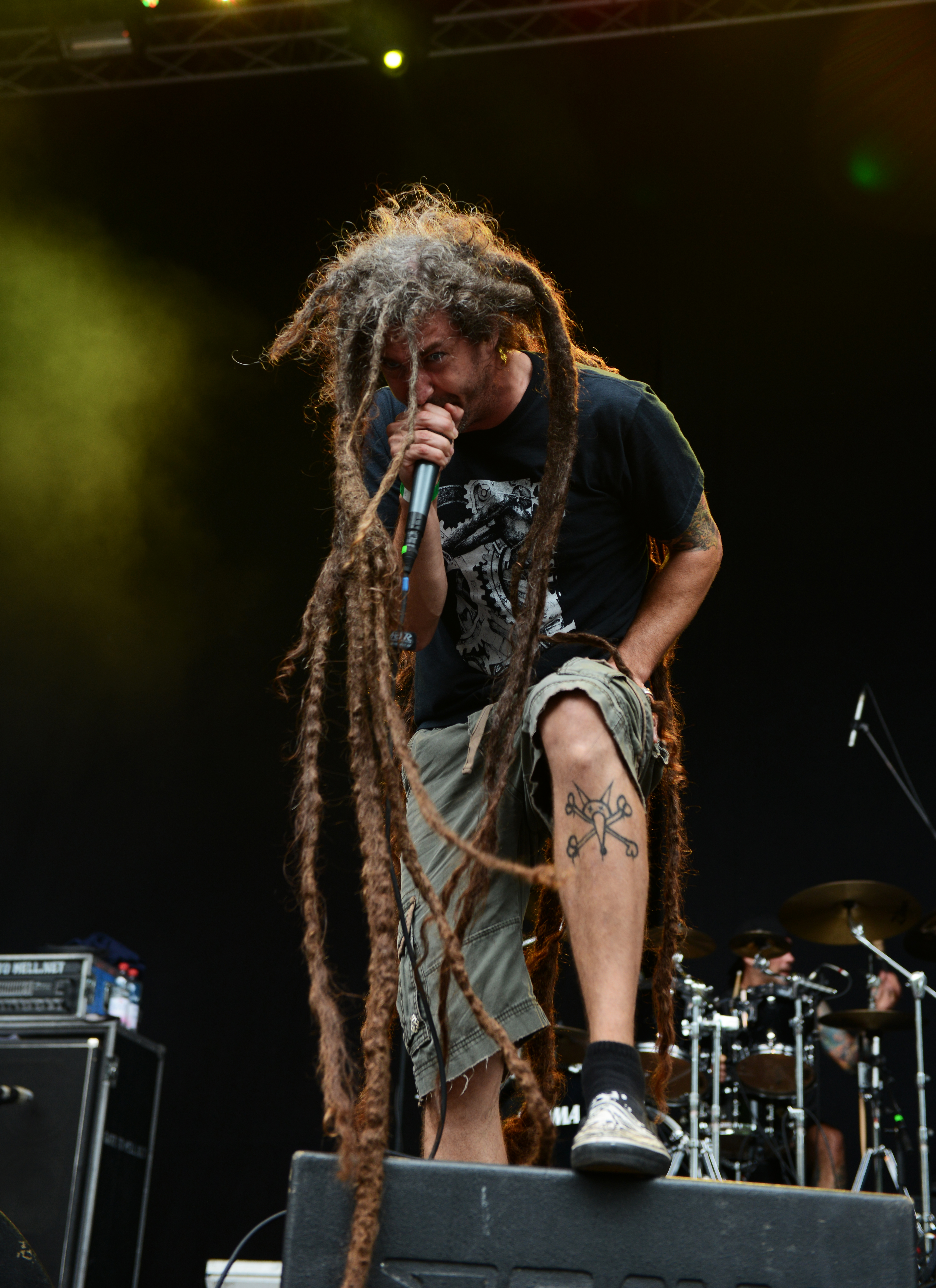
Brian Fair, 2014
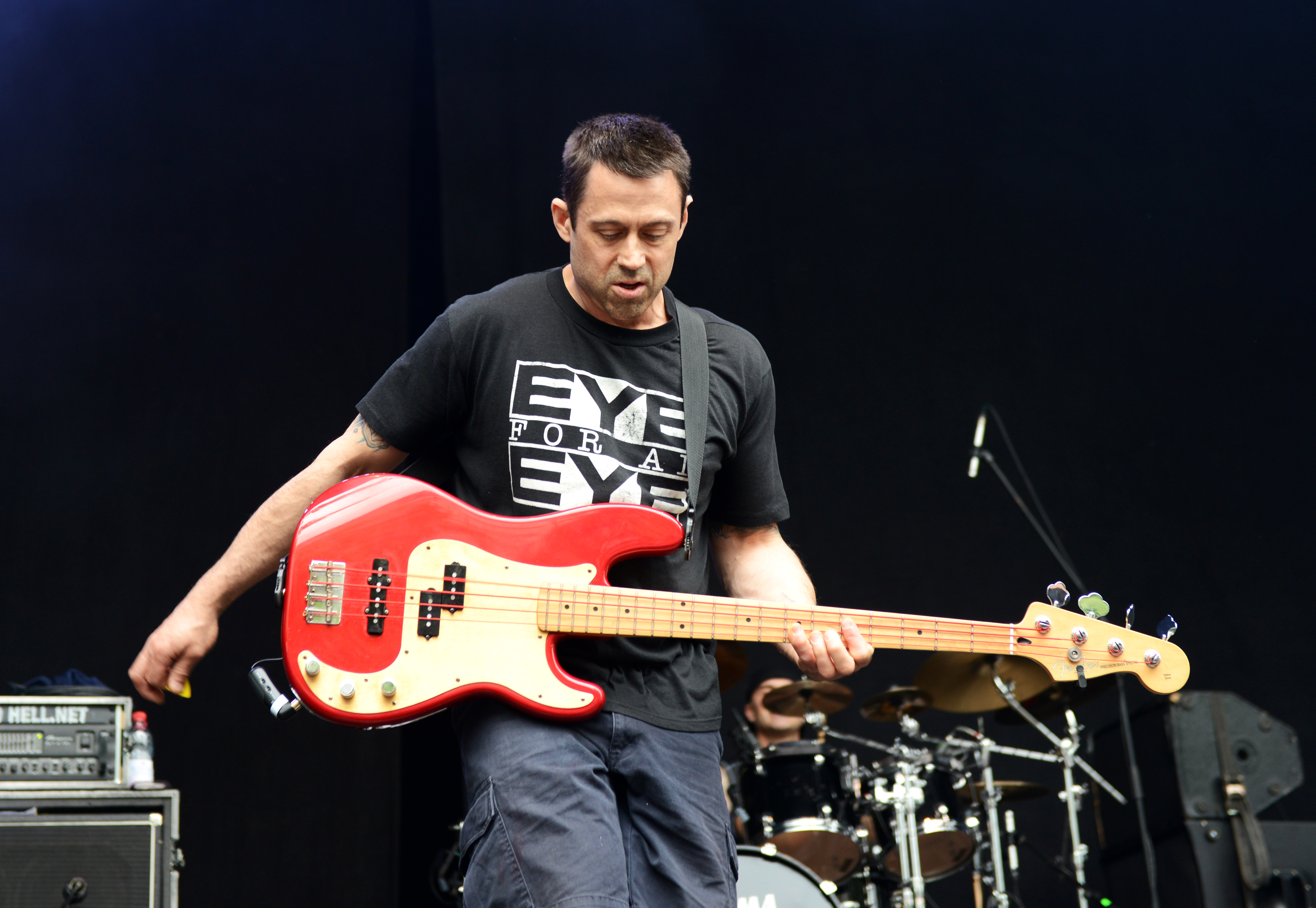
Paul Romanko, 2014
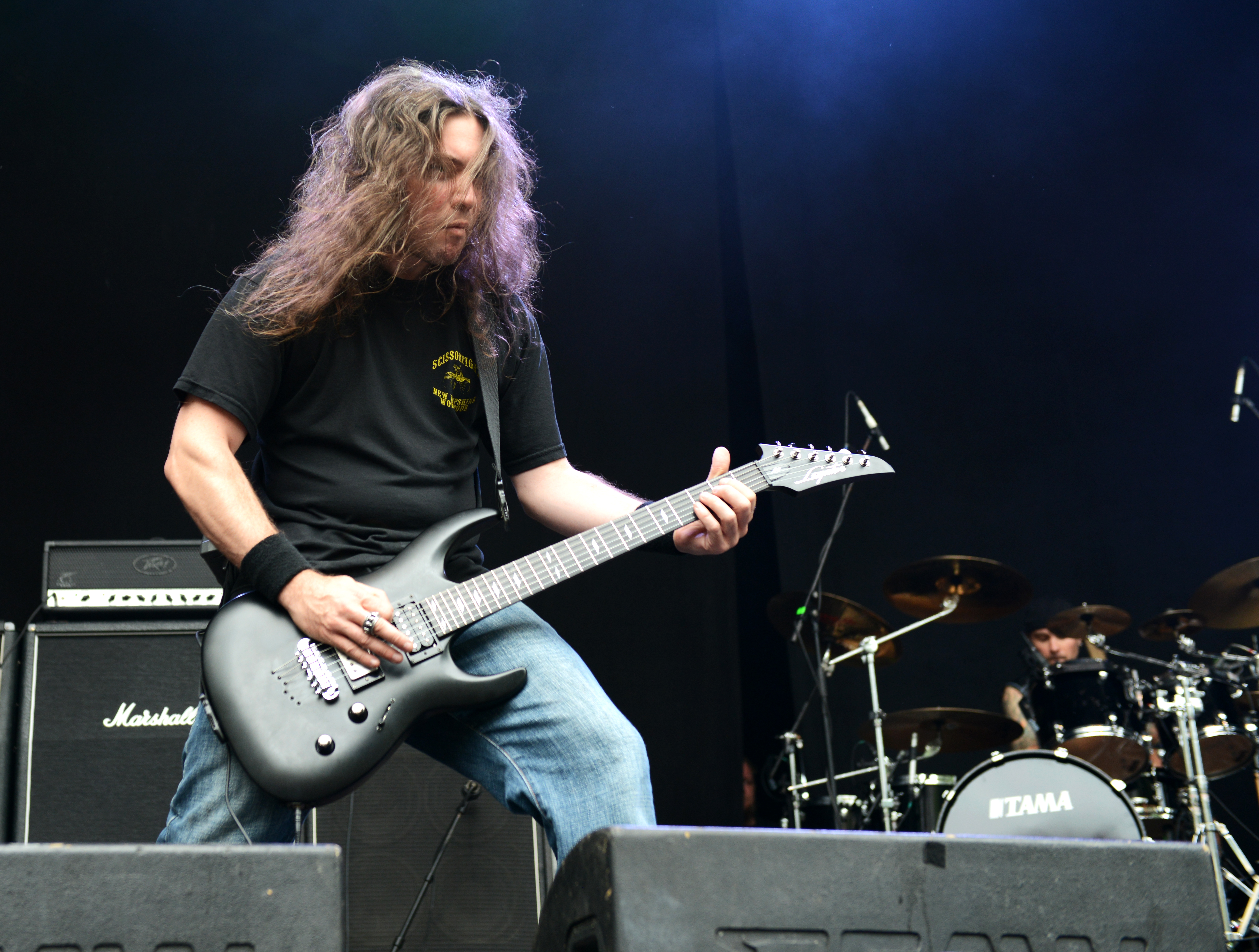
Matt Bachand, 2014
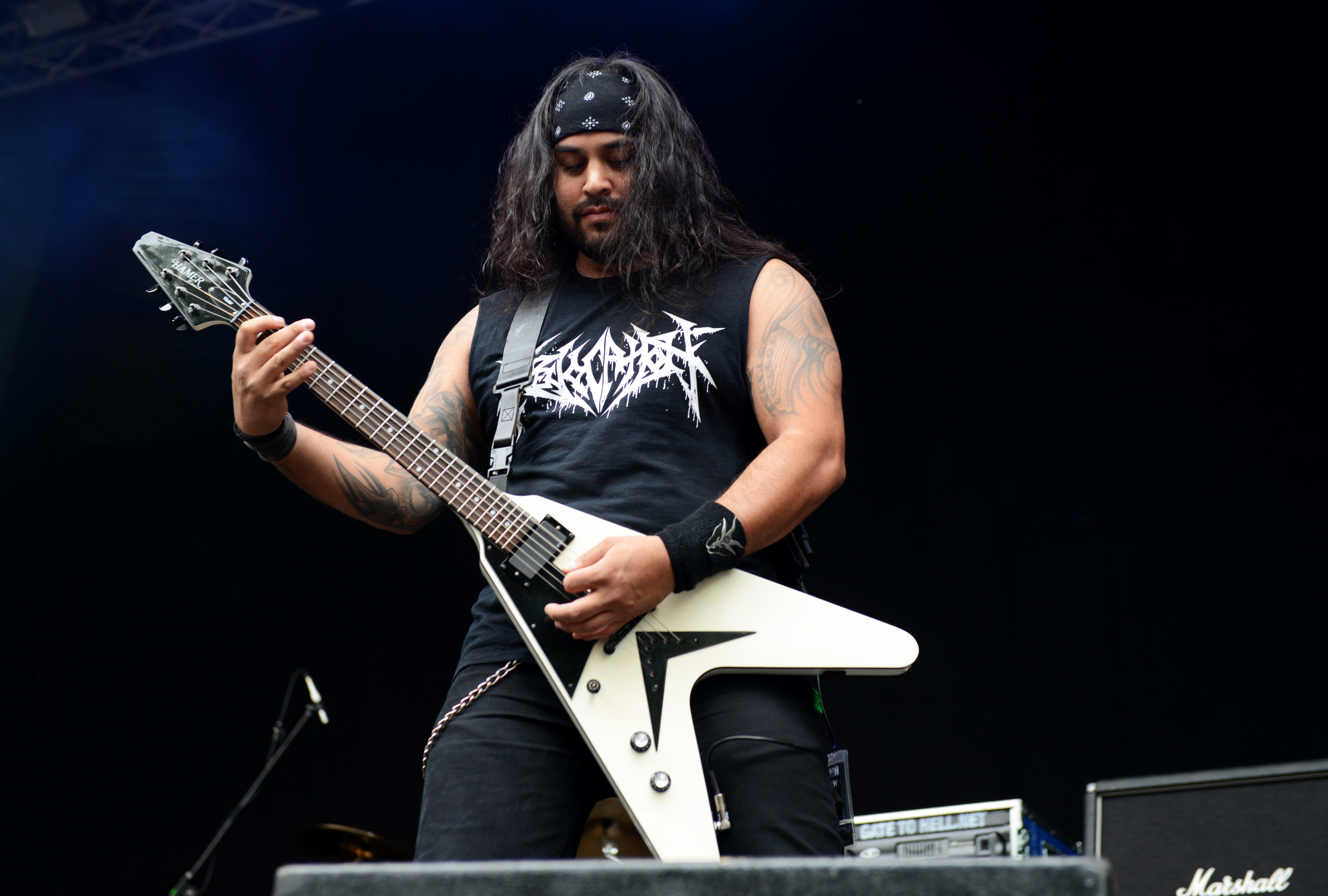
Felipe Roa, 2014

## ディスコグラフィー

### オリジナルアルバム
- SOMBER EYES TO THE SKY (1997)
- オブ・ワン・ブラッド - OF ONE BLOOD (2000)・・・2008年にリマスター版を発売
- アート・オブ・バランス - THE ART OF BALANCE (2002)
- ウォー・ウィズイン - THE WAR WITHIN (2004)
- スレッズ・オブ・ライフ - THREADS OF LIFE (2007)
- レトリビューション - RETRIBUTION (2009)
- ファイア・フロム・ザ・スカイ - FIRE FROM THE SKY (2012)

### コンピレーションアルバム
- FEAR WILL DRAG YOU DOWN (2001)

ヨーロッパのみ。

### ミニアルバム
- フォールアウト・フロム・ザ・ウォー - FALLOUT FROM THE WAR (2006)

### シングル
- DESTROYER OF SENSES (2002)
- THOUGHTS WITHOUT WORDS (2002)
- THE IDIOT BOX (2003)
- THE POWER OF I AND I (2004)
- WHAT DRIVES THE WEAK (2005)
- INSPIRATION ON DEMAND (2005)
- IN EFFIGY (2006)
- REDEMPTION (2007)
- ANOTHER HERO LOST (2007)

### DVD
- アート・オブ・ツーリング - THE ART OF TOURING (2005)

### EP
- TO ASHES (1997)
- デッドワールド - DEADWORLD (2001)